# Zemské volby v Čechách 1872
Zemské volby v Čechách 1872, v etnicky českém prostředí označovány hanlivě i jako chabrusové volby (chabrus – kupčení, kšeft) byly volby konané v Českém království 18., 20. a 22. dubna 1872, kterými byli zvoleni poslanci Českého zemského sněmu coby zákonodárného sboru zemské samosprávy v rámci rakousko-uherského, respektive předlitavského ústavního systému. Probíhaly podle kuriového systému. Kvůli machinacím odpůrců českých státoprávních aspirací bylo ve velkostatkářské kurii dosaženo vítězství Strany ústavověrného velkostatku reprezentující centralisticky, provídeňsky orientovanou šlechtu a velké pozemkové vlastníky, čímž celý sněm získal centralistickou většinu.

## Dobové souvislosti
Od obnovení ústavního života v roce 1861 prosazovala česká politická reprezentace, Národní strana (staročeši) federativní pojetí rakouského státu a český státoprávní program. Odmítala centralistické tendence i rakousko-uherské vyrovnání roku 1867. Počátkem 70. let se dočasně utvořily podmínky pro česko-rakouské vyrovnání, kdy čeští předáci (František Palacký a František Ladislav Rieger) společně s představiteli historické české šlechty vážně jednali s vládou Karla von Hohenwarta o sérii ústavních reforem (takzvané fundamentální články), které měly posílit autonomní status Čech a českých zemí. Ve chvíli, kdy se dospělo k dohodě, byl ovšem celý projekt odmítnut částí vídeňské politické scény a česká společnost se pak ocitla v deziluzi a vyostřené politické opozici. Nová vláda Adolfa von Auersperga následně proti české opozici razantně postupovala. Součástí pacifikace Čech bylo i rozpuštění zemského sněmu 13. března 1872 a vypsání nových voleb.

## Průběh a výsledky voleb
Volební systém do Českého zemského sněmu odpovídal parametrům, které zde nastavila již únorová ústava roku 1861. Voleno bylo 236 poslanců a to ve čtyřech skupinách: kurie venkovských obcí, skupina měst, skupina obchodních a živnostenských komor a kurie velkostatkářská, ve všech s omezeným volebním právem (volební cenzus). Na sněmu pak tyto čtyři volební skupiny tvořily tři kurie (poslanci zvolení za skupinu měst a skupinu obchodních a živnostenských komor zasedali v společné kurii měst). Kromě nich na sněmu zasedalo pět nevolených virilistů, kteří mandát nabývali z titulu své funkce. Celkem tak měl sněm 241 poslanců.
Volební cenzus definoval volební právo majetkově a daňově (oprávněným voličem byl jedinec platící stanovenou minimální daň). Ve velkostatkářské kurii byl cenzus nastaven tak, že počet oprávněných voličů byl extrémně nízký. Ve skupině nesvěřeneckých velkostatků jich bylo 509 (hlasovalo nakonec jen 261 osob) a ve skupině svěřeneckých velkostatků dokonce jen 44 (z nich hlas odevzdalo 19 lidí). Při relativně vyrovnané početní síle českého (federalistického) a německého (centralistického) tábora v kurii venkovských obcí a skupině měst se velkostatkářská kurie se 70 poslanci stala důležitým faktorem. Mezi šlechtici a velkostatkáři v Čechách existovaly dva politické proudy: Strana konzervativního velkostatku spolupracovala se staročechy, byla vstřícná vůči českému státnímu právu a podporovala české autonomistické aspirace, zatímco Strana ústavověrného velkostatku podporovala centralistický, provídeňský směr politického vývoje Předlitavska. Zemské volby v roce 1872 se tak staly zejména soubojem o ovládnutí velkostatkářské kurie a jejích poslaneckých mandátů. Vídeňská vláda měla zájem na tom, aby zvítězila Strana ústavověrného velkostatku, protože počátkem 70. let 19. století měly zemské sněmy v Předlitavsku výrazné postavení; i Říšská rada (celostátní parlament) byla tvořena delegáty jmenovanými zemskými sněmy a na Českém zemském sněmu byla až do roku 1872 federalistická většina, která vysílání poslanců do Vídně bojkotovala.
Jak uvádí historik Otto Urban, poprvé se myšlenka fiktivního prodeje části majetku příbuzným s cílem zvýšení počtu oprávněných voličů a ovlivnění voleb objevila v řadách konzervativní šlechty, ale tuto ideu pak naplno realizovala konkurenční ústavověrná šlechta a centralistické politické síly. Vznikla sofistikovaná metoda nikoliv fingovaných ale skutečných prodejů a nákupů velkostatků. 7. dubna 1872 se v hotelu U Modré hvězdy v centru Prahy otevřela kancelář Credit Forcier für das Königreich Böhmen, za kterou stál silný bankovní kapitál z Vídně. Na české straně se o podobné machinace ale s daleko menšími finančním zázemím pokoušela skupina napojená na Živnostenskou banku. Během několika týdnů proběhlo v Čechách 70 transakcí s velkostatky. Objevovaly se i manipulace se seznamy voličů. Místodržitelství v Praze (nejvyšší úřad státní správy pro České království vedený centralisticky orientovaným pacifikátorem Čech Alexanderem von Kollerem) na stížnosti konzervativních velkostatkářů nereagovalo dostatečně silně. Ti se pak těsně před vlastními volbami ve velkostatkářské kurii 22. dubna rozhodli voleb neúčastnit. V důsledku toho byli v této kurii bez výjimky zvoleni kandidáti ústavověrného velkostatku. V celkových číslech pak ústavověrní, němečtí, provídeňští kandidáti získali na sněmu většinu a česká politická reprezentace byla vytlačena z rozhodujícího vlivu na sněmu.
Podle sociálního a profesního dělení bylo 88 etnicky českých poslanců zemského sněmu zvolených v kuriích měst, venkovských obcí a živnostenských a obchodních komor rozděleno následovně: 63 buržoazních a maloburžoazních vzdělanců (z toho 24 právníků, 9 lékařů a lékárníků, 5 vysokoškolských učitelů, 7 středoškolských učitelů, 10 vědců a novinářů, 4 katoličtí kněží a 4 samosprávní úředníci), 9 buržoazních podnikatelů (z toho 4 továrníci, 4 obchodníci a peněžníci a 1 manažer), 7 příslušníků maloburžoazie (z toho 7 blíže neurčených měšťanů), 8 příslušníků agrární buržoazie (z toho 5 rolníků či statkářů a 3 mlynáři) a 1 šlechtický velkostatkář.
Čeští poslanci se dostavili na úvodní schůzi sněmu 24. dubna 1872, ale po opakovaných poradách se rozhodli pod vlivem stanoviska Františka Palackého ze sněmu odejít. V následujících letech se práce sněmu neúčastnili, čímž vyvrcholila česká pasivní rezistence. 3. prosince 1872 byli čeští poslanci pro absenci zbaveni mandátů.
Díky eliminaci české federalistické většiny Český zemský sněm vyslal do Vídně na Říšskou radu centralistické poslance. V roce 1873 pak i díky tomuto silovému posunu došlo na Říšské radě k přijetí klíčového ústavního zákona (takzvaná dubnová ústava), kterým byla zavedena přímá volba do Říšské rady, dosud tvořené pouze delegáty zemských sněmů (poprvé aplikována ve volbách do Říšské rady roku 1873). Politický systém monarchie se tak po otřesech z přelomu 60. a 70. let stabilizoval a české státoprávní aspirace byly odmítnuty. Vláda navíc vyšla takticky vstříc skromným autonomistickým požadavkům Poláků v Haliči, čímž rozložila potenciální slovanskou opoziční frontu.

## Doplňovací volby po roce 1872
Vzhledem k politice českého bojkotu zemského sněmu se ve funkčním období 1872–1878 odehrávaly opakovaně doplňovací volby, které musely být vyhlášeny v obvodech, v nichž poslanci fakticky neuplatňovali mandát. Šlo o desítky převážně etnicky českých okrsků v kuriích venkovských obcí a měst. V nich ve většině obvodů kandidovali a uspěli titíž poslanci, kteří pak pokračovali v pasivní rezistenci a po několika měsících se volby musely opakovat. Tyto plošné doplňovací volby se konaly v říjnu 1873, červenci 1874, březnu a dubnu 1875, únoru 1876 a dubnu 1877.
Posun nastal v doplňovacích volbách v červenci roku 1874, kdy poprvé vystoupila se samostatnou kandidaturou mladočeská strana, která se v jednotlivých obvodech utkala s dosud dominantní staročeskou stranou. Mladočeši odmítali pasivní rezistenci a své mandáty převzali a aktivně se zapojili do práce sněmu. V těchto volbách získali sedm mandátů, v doplňovacích volbách roku 1875 další dva, roku 1876 nezískali žádný mandát a roku 1877 jeden, čímž jejich sněmovní klub postupně narostl na 10 poslanců. Staročeši po celé funkční období sněmu zůstávali v pasivní rezistenci.